# Mercedes-Benz Clase CLK
El Mercedes-Benz Clase CLK es un automóvil gran turismo de lujo, producido por el fabricante alemán Mercedes-Benz. Salió al mercado en el año 1996, mientras que la segunda generación se vendió desde 2003 hasta 2010.
Es un coche de cuatro plazas con motor delantero montado longitudinalmente y de tracción trasera, disponible tanto en carrocerías cupé (C208) como descapotable (A208). Aunque está basado en la estructura del Clase C, la línea de diseño, motores y precios estaban en consonancia con el Clase E.

## Primera generación (C208/A208, 1997-2003)

### Características generales

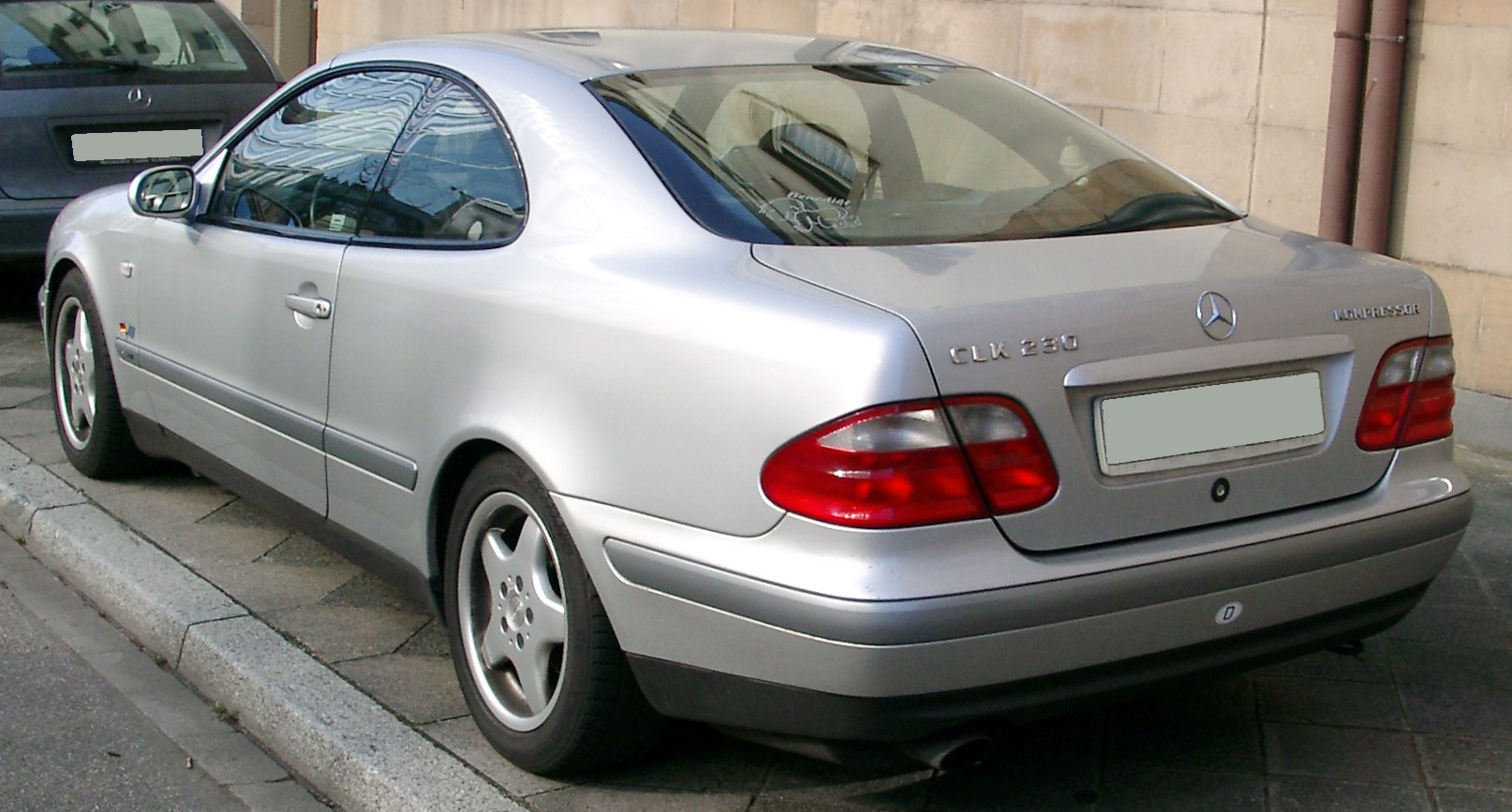
Vista trasera del CLK 230 Kompressor (W208)

La primera generación con código de chasis W208 fue desarrollada para enfrentarse al BMW Serie 3 cupé y Volvo C70. Se fabricó entre los años 1997 y 2003. El equipamiento de seguridad incluye control de estabilidad, control de tracción y ABS.
Se presentó por primera vez un estudio en el Salón del Automóvil de Ginebra de 1993 y cuatro años después se presentó el primer modelo del CLK en el Salón del Automóvil de Detroit. En un principio, estaban basados en la Clase E, por lo que anteriormente se denominaban también Clase E Cupé. Sin embargo, en 1996 se modificó la nomenclatura, debido a que también servía como base la Clase C. Por lo tanto, las siglas "CL" significan "Clase CL" y la "K" compacto.
Se ofrecía con transmisión automática secuencial de cinco velocidades después de su rediseño; y también manual de cinco o seis relaciones, aunque solamente los 200, 200 Kompressor y 230 Kompressor podían equipar esta última. Dos versiones estaban disponibles inicialmente con motor de cuatro cilindros en línea: CLK 200 con 136 CV (134 HP; 100 kW) y la versión sobrealimentada CLK 230 Kompressor de 193 a 197 CV (190 a 194 HP) (142 a 145 kW).
El CLK 320 cupé fue introducido en 1997, con un V6 de 3199 cm³ (3,2 L; 195,2 plg³) y una potencia máxima de 218 CV (215 HP; 160 kW). El CLK 430 apareció en 1999, con un motor V8 M113 de 4266 cm³ (4,3 L; 260,3 plg³) y 279 CV (275 HP; 205 kW). Todos los modelos estaban disponibles tanto en carrocería cupé como descapotable. A fines de 1999 para el año modelo 2000, se lanzó un rediseño que incorporaba, entre otras cosas, un panel de instrumentos revisado y mejorado con una pantalla multifunción más grande, volante con controles para la pantalla y el radio, transmisión automática Tiptronic, defensas revisadas y mejoradas, así como nuevas taloneras laterales. Las direccionales en forma de ala montadas en los espejos fueron instaladas en 2001 para el año modelo 2002.

### CLK 55 AMG
El CLK 55 AMG está equipado con un V8 de 5439 cm³ (5,4 L; 331,9 plg³) ensamblado a mano. La lista de hardware incluye un cigüeñal con palanquilla de acero forjado súper rígido, bielas y pistones también forjados de peso nivelado y un árbol de levas accionado por cadena de peso ligero específico de AMG (uno por cada bancada de cilindros), con dos válvulas por cilindro en la admisión y una de escape, así como ocho paquetes de bobina y 16 bujías (dos por cilindro). Su diámetro x carrera es de 97 x 92 mm (3,82 x 3,62 pulgadas). El múltiple de admisión de resonancia doble con tubos de admisión modificados, ayudan a optimizar el par y la potencia con la ventaja de lo que el fabricante llama "frecuencias de resonancia". Tiene una alta relación de compresión de 10.5:1. Estas tecnologías ayudan a producir 347 CV (342 HP; 255 kW) y 510 N·m (376 lb·pie) de par máximo.
La transmisión automática (722.6) de cinco velocidades está adaptada a partir de la misma usada en los modelos de la Clase S con motor V12, debido a que puede soportar el par. Es completamente adaptativa y controlada electrónicamente, siendo una unidad más fuerte que la de la variante CLK 430. También un eje más grande de cuatro tornillos con un diámetro de 4 pulgadas (10,2 cm), conecta al diferencial trasero reforzado para mantener bajo control toda la potencia adicional. El control de tracción estándar mantiene el giro de las ruedas al mínimo, mientras que su programa de estabilidad electrónico (ESP) lo mantiene en el camino.
Se usa el chasis estándar del CLK y, mientras la versión normal no estaba basada en la entonces nueva plataforma de la Clase C, la versión AMG ofrece algunos componentes especiales del bastidor auxiliar. La suspensión independiente en las cuatro ruedas es básicamente la misma que en las versiones más básicas, pero AMG ha instalado muelles de más alta calidad, válvulas de amortiguadores más ajustadas, barras estabilizadoras de mayor diámetro y cojinetes de suspensión más rígidos.
El resultado de una conducción más firme y controlada se hace todavía más ajustada, gracias a sus neumáticos de perfil bajo de alto desempeño con clasificación ZR de 17 pulgadas (43,2 cm). Los frenos también han sido mejorados, cuyos enormes discos en las cuatro ruedas son más grandes y gruesos que los de otras variantes del CLK, además de que los discos traseros son especialmente ventilados para mejorar su enfriamiento. El ABS es estándar, mientras que la asistencia de frenado aplica toda la fuerza completamente en paradas de pánico más rápido de lo que podría el conductor. Tiene instalados rines de aleación monobloc de 7,5 pulgadas (19,1 cm) en la parte delantera y de 8,5 pulgadas (21,6 cm) los traseros, montados en neumáticos Michelin Pilot Sport de medidas 225/45 en la parte delantera y 245/40 los traseros.

### CLK GTR

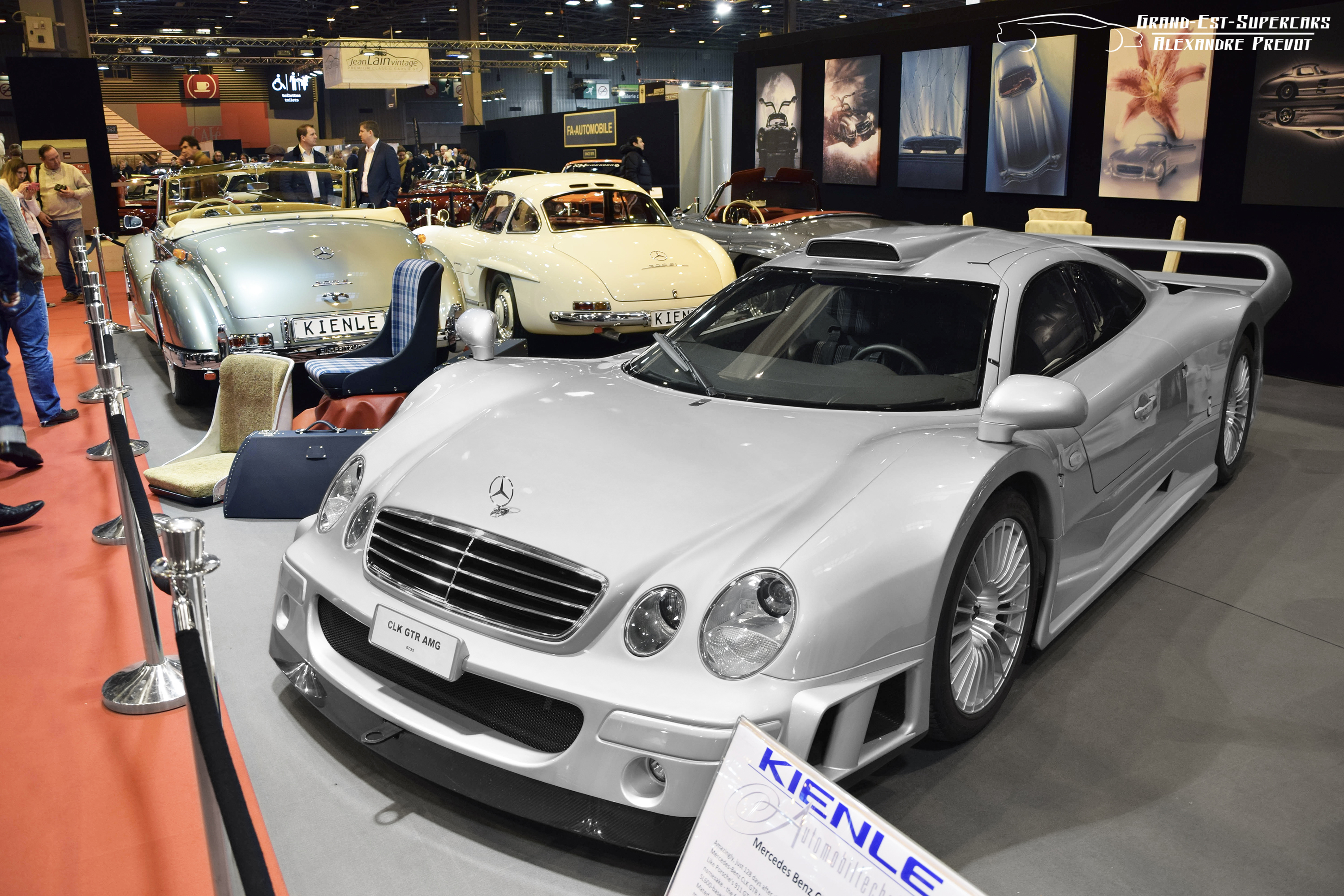
CLK GTR

El CLK GTR fue diseñado principalmente para ser un automóvil de carreras preparado para competir en el Campeonato FIA GT de 1997 y en las 24 Horas de Le Mans de 1998, renombrado como "CLK LM". Posteriormente, contó con algunas modificaciones secundarias para cumplir con la homologación para ser un automóvil de calle, con un V12 de 6898 cm³ (6,9 L; 420,9 plg³) que producía 620 CV (612 HP; 456 kW) de potencia máxima. Se vendía por US$1 547 620 y se convirtió en el coche más caro de los años 1990.
Las diferencias con la versión de carreras eran mínimas, incluyendo algunas comodidades y refinamientos que eran más bien básicos, ya que el deseo de Mercedes-Benz era el de ofrecer un auténtico coche de carreras y no incrementar el precio final. Sus interiores son de piel y opcionalmente se ofrecía un sistema de aire acondicionado. Se habilitaron dos pequeñas cajuelas y se añadió un sistema de control de tracción para una conducción más segura.
Fueron producidas 25 unidades de la variante Straßenversion (versión de calle en alemán). El CLK GTR compartía muy poco con el CLK convencional, más allá de los cuatro faros redondos y los pilotos traseros, además de agregarle ABS para incrementar la seguridad. Posteriormente, también se ofrecería una versión roadster, cuya producción estaba limitada a solamente seis unidades. Fue sustituido en 1999 por el prototipo de Le Mans CLR.

### Coche de seguridad

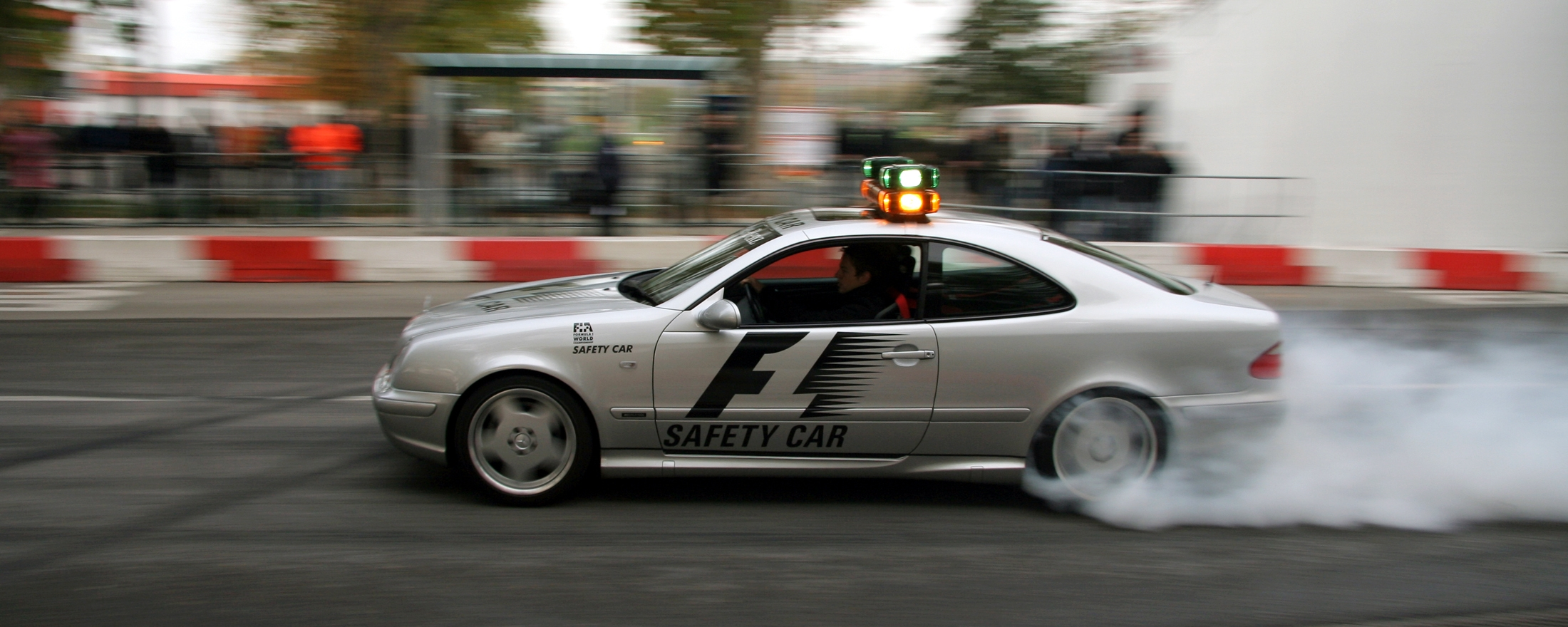
W208 quemando llanta

Durante la temporada 1997 de Fórmula 1, el Clase C de ese entonces fue sustituido por el CLK (W208). En esa ocasión, Mercedes hizo un acuerdo con la FIA para ser el coche de seguridad oficial del campeonato. Se eligió el modelo más potente disponible en ese momento: el 55 AMG, con un V8 de 5439 cm³ (5,4 litros) que lograba un potencia máxima de 347 CV (342 HP; 255 kW).

### Producción y ventas
| Año    | Europa  | Estados Unidos |
| ------ | ------- | -------------- |
| 1997   | 16,708  | 1,236          |
| 1998   | 41,941  | 11,622         |
| 1999   | 57,880  | 16,714         |
| 2000   | 54,476  | 17,796         |
| 2001   | 37,377  | 19,423         |
| Total: | 208,382 | 66,791         |

### Motorizaciones
| Variantes      | Código de identificación | Tipo de motor                              | Distribución   | Cilindrada       | Diámetro x carrera               | Relación de compresión | Potencia máxima                    | Par máximo                           | Peso                  |
| -------------- | ------------------------ | ------------------------------------------ | -------------- | ---------------- | -------------------------------- | ---------------------- | ---------------------------------- | ------------------------------------ | --------------------- |
| 200            | M 111 E 20               | 4 en línea atmosférico                     | DOHC 4V x cil. | 1998 cm³ (2 L)   | 89,9 x 78,7 mm (3,54 x 3,10 plg) | 10.4:1                 | 136 CV (134 HP; 100 kW) @ 5500 rpm | 190 N·m (140 lb·pie) @ 3700-4500 rpm | 1375 kg (3031 libras) |
| 200 Kompressor | M 111 E 20 ML EVO        | 4 en línea sobrealimentado con intercooler | DOHC 4V x cil. | 1998 cm³ (2 L)   | 89,9 x 78,7 mm (3,54 x 3,10 plg) | 9.5:1                  | 163 CV (161 HP; 120 kW) @ 5300 rpm | 230 N·m (170 lb·pie) @ 2500-4800 rpm | 1415 kg (3120 libras) |
| 200 Kompressor | M111 E 20 ML             | 4 en línea sobrealimentado con intercooler | DOHC 4V x cil. | 1998 cm³ (2 L)   | 89,9 x 78,7 mm (3,54 x 3,10 plg) | 8.5:1                  | 192 CV (189 HP; 141 kW) @ 5300 rpm | 270 N·m (199 lb·pie) @ 2500-4800 rpm | 1395 kg (3075 libras) |
| 230 Kompressor | M 111 E 23 ML            | 4 en línea sobrealimentado con intercooler | DOHC 4V x cil. | 2295 cm³ (2,3 L) | 90,9 x 88,4 mm (3,58 x 3,48 plg) | 8.8:1                  | 193 CV (190 HP; 142 kW) @ 5300 rpm | 280 N·m (207 lb·pie) @ 2500-4800 rpm | 1425 kg (3142 libras) |
| 230 Kompressor | M 111 E 23 ML EVO        | 4 en línea sobrealimentado con intercooler | DOHC 4V x cil. | 2295 cm³ (2,3 L) | 90,9 x 88,4 mm (3,58 x 3,48 plg) | 9.0:1                  | 197 CV (194 HP; 145 kW) @ 5300 rpm | 280 N·m (207 lb·pie) @ 2500-5000 rpm | 1445 kg (3186 libras) |
| 320            | M 112 E 32               | V6 atmosférico                             | SOHC 3V x cil. | 3199 cm³ (3,2 L) | 89,9 x 84 mm (3,54 x 3,31 plg)   | 10.0:1                 | 218 CV (215 HP; 160 kW) @ 5700 rpm | 308 N·m (227 lb·pie) @ 3000-4800 rpm | 1495 kg (3296 libras) |
| 430            | M 113 E 43               | V8 atmosférico                             | SOHC 3V x cil. | 4266 cm³ (4,3 L) | 89,9 x 84 mm (3,54 x 3,31 plg)   | 10.0:1                 | 279 CV (275 HP; 205 kW) @ 5750 rpm | 400 N·m (295 lb·pie) @ 3000-4400 rpm | 1555 kg (3428 libras) |
| 55 AMG         | M 113 E55                | V8 atmosférico                             | SOHC 3V x cil. | 5439 cm³ (5,4 L) | 97 x 92 mm (3,82 x 3,62 plg)     | 10.5:1                 | 347 CV (342 HP; 255 kW) @ 5500 rpm | 510 N·m (376 lb·pie) @ 3000-4300 rpm | 1620 kg (3571 libras) |

## Segunda generación (C209/A209, 2003-2010)

### Características generales

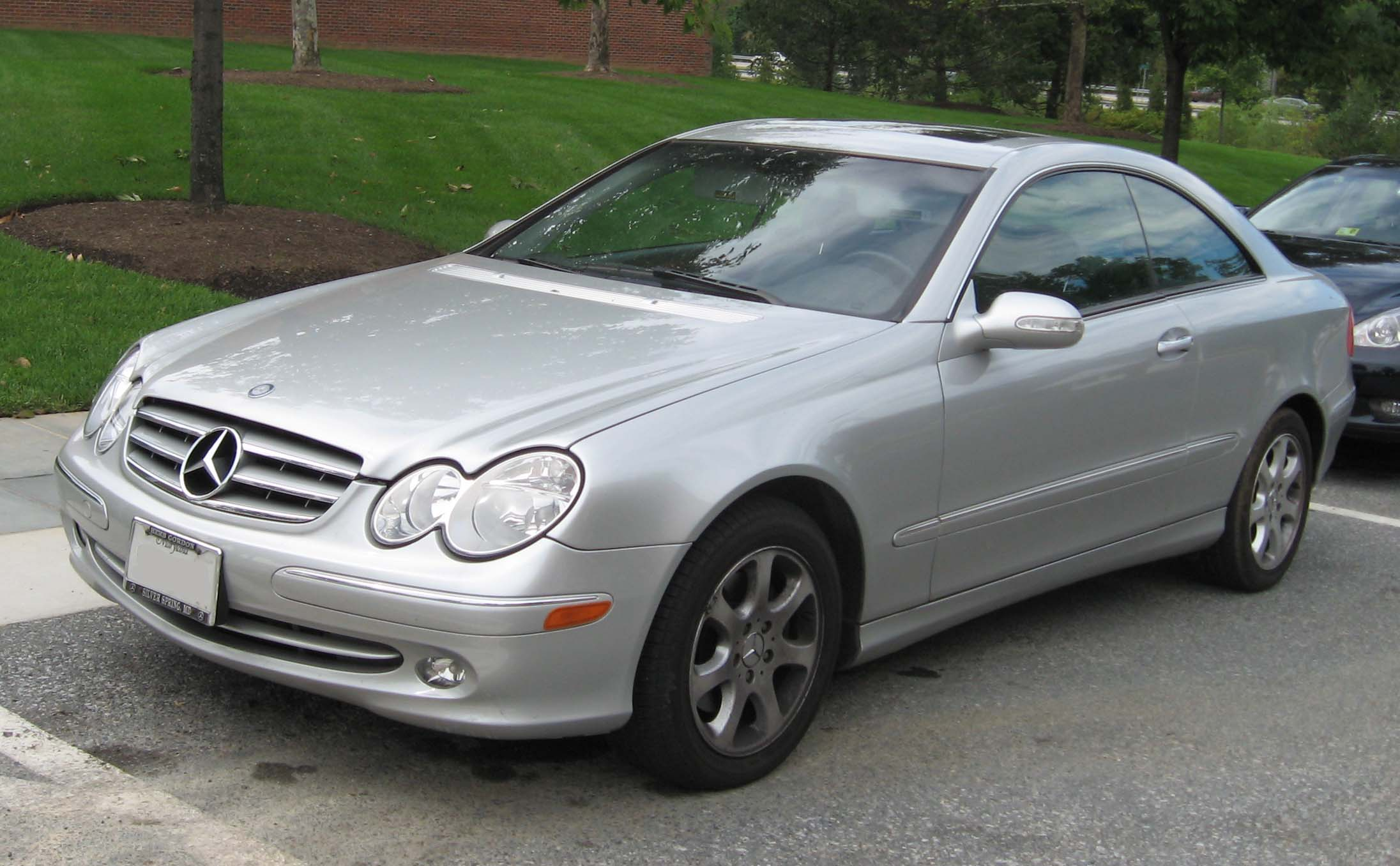
CLK 320 (W209) de 2003-2006

La segunda generación con código de chasis W209 salió al mercado en 2002 que, al igual que su antecesor el "W208", se convirtió rápidamente en uno de los más vendidos de su categoría, debido en parte a la incorporación de motores Diésel.
En 2006 se le realizó un ligero rediseño, que afectó a la parte delantera y de las ópticas traseras, además de cambios en el interior y la incorporación de una novedosa transmisión automática de siete relaciones denominada como "7G Tronic".
El equipamiento de serie en cualquier versión incluye climatizador, luces y limpiaparabrisas automáticos, control de velocidad y volante multifunción en cuero. No incluía opcionalmente algunas características que sí tenía el Clase E, tales como: faros con sistema de iluminación en curva o el sistema de frenos "SBC".
La versión Cabriolet se ofrecía de serie con rines 16 pulgadas (40,6 cm) en neumáticos de medidas 205/55 delanteros y 225/50 los traseros, así como con una capota blanda de varias capas, a diferencia de un techo duro plegable como en el SLK y el SL. Dicha capota se podía poner y quitar automáticamente, ya sea con un botón dentro del habitáculo o con un mando a distancia. La gama de motorizaciones era la misma en todos los modelos, excepto en el Cabriolet que inicialmente no se ofrecía la opción Diésel.
El diseño exterior variaba poco, ya que cambiaron las defensas delanteras y la parrilla del radiador, ya que era de tres láminas en lugar de cuatro, mientras que los pilotos traseros también eran ligeramente diferentes. Opcionalmente, se ofrecía con un paquete deportivo que incluía rines de 18 pulgadas (45,7 cm) en neumáticos de medidas 225/40 delanteros y 255/35 los traseros, frenos de disco perforados y una suspensión más baja. El interior tenía cabeceras activas, con un sistema llamado "Neck-Pro", el cual estaba diseñado para tratar de evitar lesiones cervicales en caso de una colisión trasera, además de fijaciones ISOFIX para niños. El tablero tenía acabados en aluminio mate con fondo blanco y el marco cromado.
Fue sustituido en 2010 por el Clase E cupé, desapareciendo así la estirpe CLK, que había comenzado en 1996.

### CLK 55 AMG

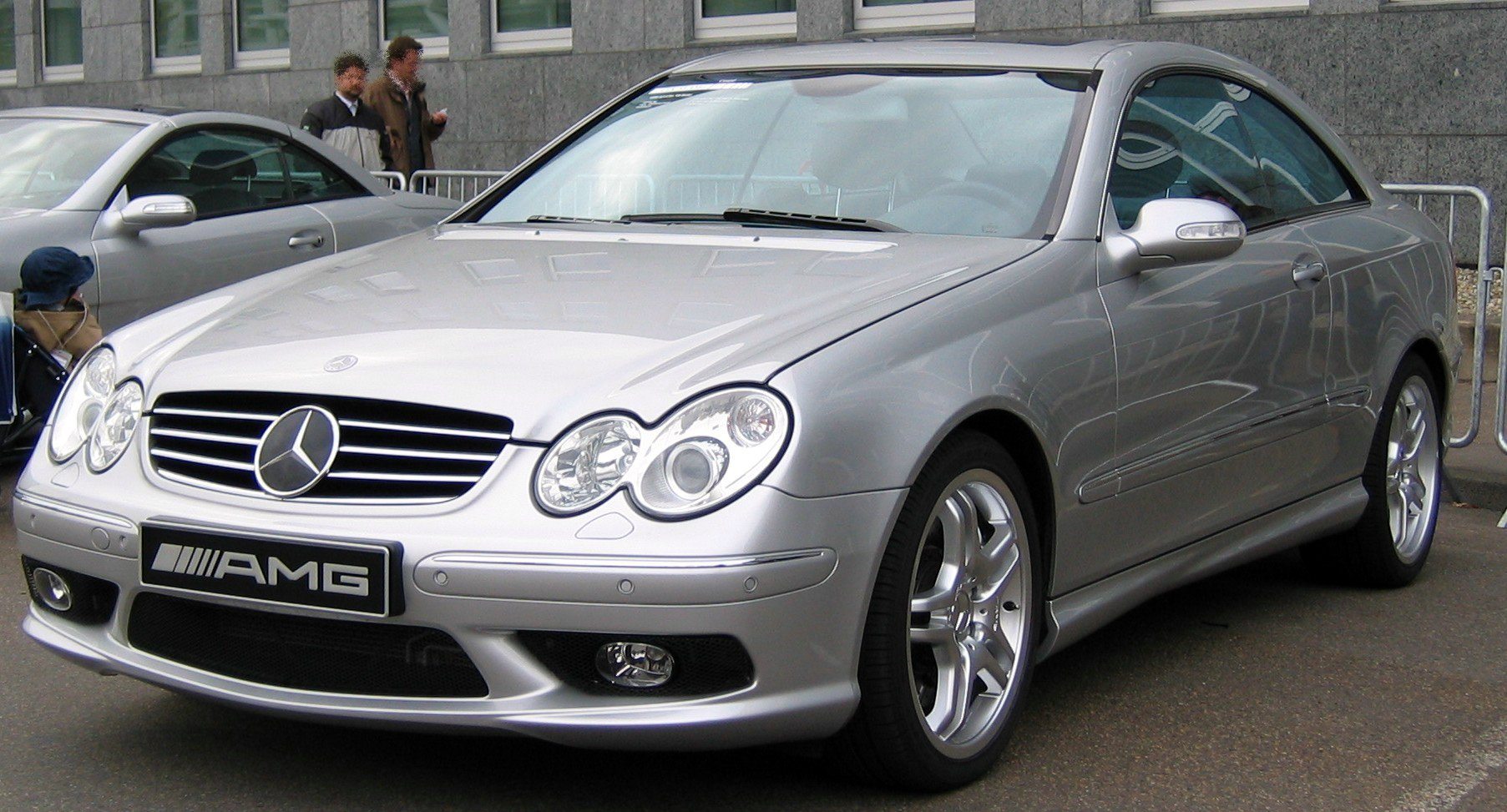
CLK55 W209

Su V8 atmosférico de 5439 cm³ (5,4 litros) es básicamente el mismo que la anterior generación, aunque la relación de compresión aumenta de 10.5:1 a 11.0:1, lo que mejora el rendimiento al haber retocado la respuesta para que funcione a régimen más alto. Con esto desarrolla 367 CV (362 HP; 270 kW) de potencia máxima a las 5750 rpm; mientras que el par máximo sigue sin cambios con 510 N·m (376 lb·pie), aunque a un régimen más alto de 4000 rpm, con una presión media efectiva que llega a 1178 kPa (12 bar; 171 psi). La transmisión automática de cinco velocidades tiene las mismas relaciones que la generación anterior.
Su peso total se ha incrementado de 1620 a 1715 kg (3571 a 3781 libras), con lo que logra una aceleración de 0 a 100 km/h (62 mph) en 5.2 segundos y una velocidad máxima de 250 km/h (155 mph) limitada electrónicamente.
La suspensión incluye muelles helicoidales, amortiguadores de gas y barras estabilizadoras. Los frenos delanteros son de 345 x 30 mm (13,6 x 1,2 pulgadas) con pinzas de cuatro pistones, mientras que los traseros son de 300 x 22 mm (11,8 x 0,9 pulgadas) con pinzas de dos pistones. Además, cuenta con algunos retoques en la carrocería, tales como: estribos, defensas o rines, aunque también se podían instalar en otros modelos que no incluían equipamiento AMG.

### CLK DTM AMG
En 2004 salió la edición especial CLK DTM AMG, para celebrar el haber ganado el campeonato en la Deutsche Tourenwagen Masters (DTM) de 2003, a manos de Bernd Schneider. Es una versión de calle que está inspirado en el CLK de competición, aunque con algunas modificaciones, incluyendo un paquete de carrocería ensanchada. Se trataba de una edición limitada a solamente 100 unidades, de las cuales 60 eran con el volante a la derecha y las 40 restantes a la izquierda.
Está equipado con un V8 de 5439 cm³ (5,4 litros) que desarrolla una potencia de 582 CV (574 HP; 428 kW) y 800 N·m (590 lb·pie) de par máximo, con lo que es capaz de acelerar de 0 a 100 km/h (62 mph) en 3.9 segundos y alcanzar una velocidad máxima de 320 km/h (199 mph).
Su diseño exterior incluía tomas de aire específicas en la parte delantera, rines forjados y un alerón fijo en la parte trasera. Su interior también estaba inspirado en los elementos de la versión de carreras, tales como el volante específico en piel y unos asientos tipo baquet de competición, además de polímero reforzado con fibra de carbono.
La variante Cabriolet se fabricó en 80 unidades, cuyo equipamiento incluye antena para red telefónica y preinstalación de teléfono móvil, paletas de cambio detrás del volante, navegador, aire acondicionado, faros xenón, extintor, cargador de CD, sistema de llave remota, entre otros.
Adicionalmente, se construyeron otros dos ejemplares conocidos como "Cupé P900", con un V8 naturalmente aspirado de 6208 cm³ (6,2 litros), el cual sería instalado también en los CLK 63 AMG, CLK 63 AMG Black Series y casi el resto de la gama AMG de aquel entonces, es decir, sirvieron como prototipo para desarrollar precisamente ese nuevo V8 M156, siendo el primero diseñado completamente por AMG. Además, tenía unas defensas que después serían instaladas también en el CLK 63 AMG Black Series, salidas de aire adicionales sobre las aletas delanteras, retrovisores de competición, un alerón doble de grandes dimensiones sobre la tapa de la cajuela, ventanas de plexiglás, jaula de seguridad completa, asientos tipo baquet con arneses de cinco puntos y un interior todavía más ligero, ya que no contaba con radio ni sistema de climatización. Entregaba 510 CV (503 HP; 375 kW) que, aunque era una cifra inferior al DTM original, era ligeramente superior a los 507 CV (500 HP; 373 kW) del CLK 63 AMG Black Series y otros modelos de la gama.

### CLK 63 AMG Black Series

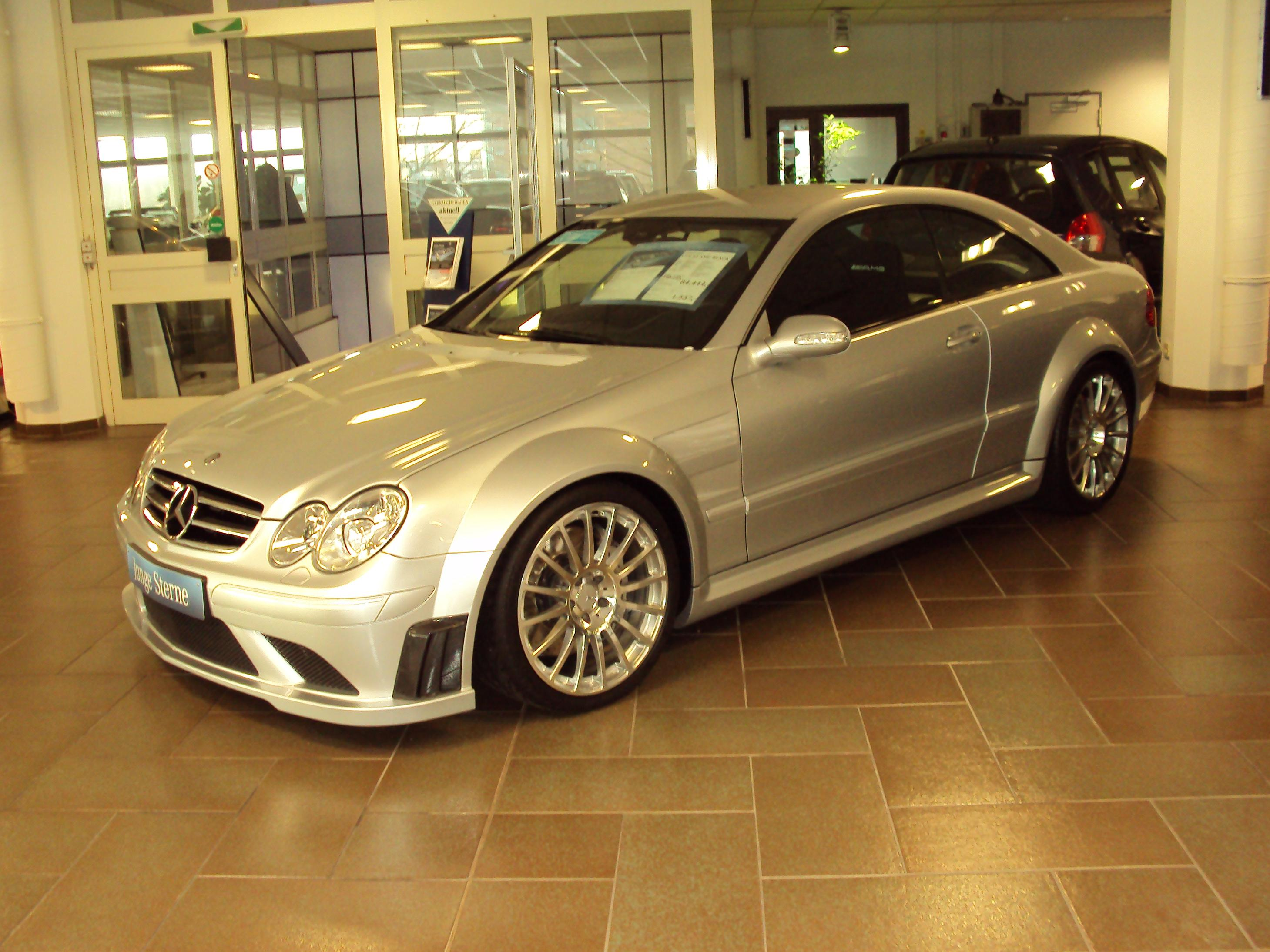
En exhibición en 2010

Fue presentado en el Salón del Automóvil de Nueva York de 2007, siendo la versión de calle del coche de seguridad de la Fórmula 1 de ese entonces.
Está equipado con un V8 naturalmente aspirado de 6208 cm³ (6,2 litros), mejorando las prestaciones al haber sido modificada la admisión y el escape, con lo que logra una potencia de 507 CV (500 HP; 373 kW) a las 6800 rpm y un par máximo de 630 N·m (465 lb·pie) a las 5250 rpm. Con esto, es capaz de acelerar de 0 a 100 km/h (62 mph) en 4.3 segundos y alcanza una velocidad máxima de 300 km/h (186 mph) limitada electrónicamente.
Tenía rines de 19 pulgadas (48,3 cm), frenos de disco ventilados y perforados de 360 mm (14,2 pulgadas) de diámetro. Los neumáticos eran unos Pirelli P Zero Corsa, de medidas 265/30 delanteros y 285/30 los traseros. La suspensión tenía la opción de que el conductor pueda elegir la configuración según su preferencia, donde el eje trasero incorpora un diferencial multidisco, además de una configuración deportiva del control de tracción y del control de estabilidad.
El interior incluye asientos tipo baquet con el logotipo de AMG en plateado y la fibra de carbono presente por todo el tablero, consola central y puertas. También incluye el "RACETIMER", una función que muestra los tiempos por vuelta en un circuito, guardando los resultados obtenidos de la vuelta rápida, la velocidad media, la velocidad máxima y la distancia recorrida en cada vuelta.

### Auto de seguridad

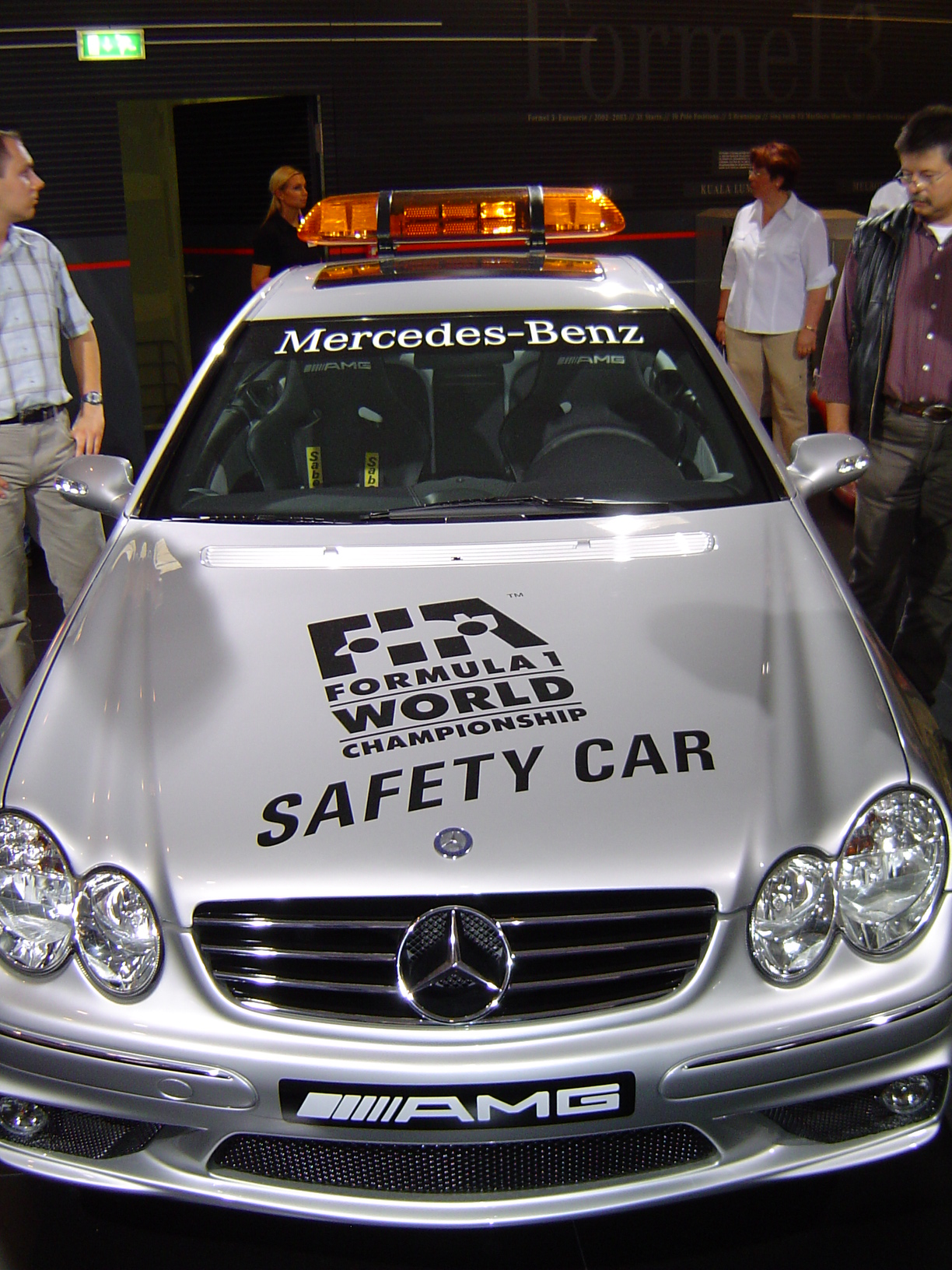
En el Salón del Automóvil de Fráncfort de 2003

Desde 1996, Mercedes-Benz era el proveedor oficial del auto de seguridad para la Fórmula 1. Años después, desde el año 2000 se decidió confiar estas labores a una persona de confianza y con experiencia para poder superar dichas situaciones: Bernd Mayländer, quien era el piloto oficial en la Fórmula 1 en la última década utilizando el CLK55, el cual cuenta con un V8 de 6208 cm³ (6,2 litros) que desarrolla 580 CV (572 HP; 427 kW), estando presente en la parrilla de la máxima categoría desde 2003.

### Producción y ventas
| Año    | Europa  | Estados Unidos |
| ------ | ------- | -------------- |
| 2002   | 35,777  | 17,251         |
| 2003   | 54,305  | 19,230         |
| 2004   | 47,690  | 22,556         |
| 2005   | 34,601  | 18,227         |
| 2006   | 27,547  | 16,415         |
| 2007   | 22,117  | 15,009         |
| 2008   | 14,520  | 10,844         |
| 2009   | 8,416   | 7,150          |
| 2010   | 221     | 585            |
| Total: | 245,194 | 127,627        |

### Motorizaciones
| Variantes           | Código de identificación | Tipo de motor                              | Distribución   | Diámetro x carrera                     | Cilindrada       | Relación de compresión | Potencia máxima                    | Par máximo                           | Peso                  |
| ------------------- | ------------------------ | ------------------------------------------ | -------------- | -------------------------------------- | ---------------- | ---------------------- | ---------------------------------- | ------------------------------------ | --------------------- |
| 200 Kompressor      | M 271 E 18 ML (2002)     | 4 en línea sobrealimentado con intercooler | DOHC 4V x cil. | 82 x 85 mm (3,23 x 3,35 plg)           | 1796 cm³ (1,8 L) | 9.5:1                  | 163 CV (161 HP; 120 kW) @ 5500 rpm | 240 N·m (177 lb·pie) @ 3000-4000 rpm | 1540 kg (3395 libras) |
| 200 Kompressor      | M 271 E 18 ML/1 (2006)   | 4 en línea sobrealimentado con intercooler | DOHC 4V x cil. | 82 x 85 mm (3,23 x 3,35 plg)           | 1796 cm³ (1,8 L) | 9.5:1                  | 184 CV (181 HP; 135 kW) @ 5500 rpm | 250 N·m (184 lb·pie) @ 2800-5000 rpm | 1550 kg (3417 libras) |
| 200 CGI             | M 271 DE 18 ML           | 4 en línea sobrealimentado con intercooler | DOHC 4V x cil. | 82 x 85 mm (3,23 x 3,35 plg)           | 1796 cm³ (1,8 L) | 10.5:1                 | 170 CV (168 HP; 125 kW) @ 5500 rpm | 250 N·m (184 lb·pie) @ 3500 rpm      | 1550 kg (3417 libras) |
| 240                 | M 112 E 26               | V6 atmosférico                             | SOHC 3V x cil. | 89,9 x 68,2 mm (3,54 x 2,69 plg)       | 2597 cm³ (2,6 L) | 10.0:1                 | 170 CV (168 HP; 125 kW) @ 5500 rpm | 240 N·m (177 lb·pie) @ 4500 rpm      | 1575 kg (3472 libras) |
| 280                 | M 272 E 30               | V6 atmosférico                             | DOHC 4V x cil. | 88 x 82,1 mm (3,46 x 3,23 plg)         | 2996 cm³ (3 L)   | 11.3:1                 | 231 CV (228 HP; 170 kW) @ 6000 rpm | 300 N·m (221 lb·pie) @ 2500-5000 rpm | 1580 kg (3483 libras) |
| 320                 | M 112 E 32               | V6 atmosférico                             | SOHC 3V x cil. | 89,9 x 84 mm (3,54 x 3,31 plg)         | 3199 cm³ (3,2 L) | 10.0:1                 | 218 CV (215 HP; 160 kW) @ 5700 rpm | 308 N·m (227 lb·pie) @ 3000-4800 rpm | 1605 kg (3538 libras) |
| 350                 | M 272 E 35               | V6 atmosférico                             | DOHC 4V x cil. | 92,9 x 86 milímetros (3,66 x 3,39 plg) | 3498 cm³ (3,5 L) | 10.7:1                 | 272 CV (268 HP; 200 kW) @ 6000 rpm | 350 N·m (258 lb·pie) @ 2400-5000 rpm | 1615 kg (3560 libras) |
| 500                 | M 113 E 50               | V8 atmosférico                             | SOHC 3V x cil. | 97 x 84 mm (3,82 x 3,31 plg)           | 4966 cm³ (5 L)   | 10.0:1                 | 306 CV (302 HP; 225 kW) @ 5600 rpm | 460 N·m (339 lb·pie) @ 2700-4250 rpm | 1660 kg (3660 libras) |
| 500                 | M 273 E 55               | V8 atmosférico                             | DOHC 4V x cil. | 98 x 90,5 mm (3,86 x 3,56 plg)         | 5461 cm³ (5,5 L) | 10.7:1                 | 388 CV (383 HP; 285 kW) @ 6000 rpm | 530 N·m (391 lb·pie) @ 2800-4800 rpm | 1675 kg (3693 libras) |
| 55 AMG              | M 113 E 55 AMG           | V8 atmosférico                             | SOHC 3V x cil. | 97 x 92 mm (3,82 x 3,62 plg)           | 5439 cm³ (5,4 L) | 11.0:1                 | 367 CV (362 HP; 270 kW) @ 5750 rpm | 510 N·m (376 lb·pie) @ 4000 rpm      | 1695 kg (3737 libras) |
| CLK DTM AMG         | M 113 K                  | V8 sobrealimentado con intercooler         | SOHC 3V x cil. | 97 x 92 mm (3,82 x 3,62 plg)           | 5439 cm³ (5,4 L) | 10.5:1                 | 582 CV (574 HP; 428 kW) @ 6100 rpm | 800 N·m (590 lb·pie) @ 3500 rpm      | 1748 kg (3854 libras) |
| 63 AMG              | M 156 E 62               | V8 atmosférico                             | DOHC 4V x cil. | 102,2 x 94,6 mm (4,02 x 3,72 plg)      | 6208 cm³ (6,2 L) | 11.3:1                 | 481 CV (474 HP; 354 kW) @ 6800 rpm | 630 N·m (465 lb·pie) @ 5000 rpm      | 1755 kg (3869 libras) |
| 63 AMG Black Series | M 156 E 62               | V8 atmosférico                             | DOHC 4V x cil. | 102,2 x 94,6 mm (4,02 x 3,72 plg)      | 6208 cm³ (6,2 L) | 11.3:1                 | 507 CV (500 HP; 373 kW) @ 6800 rpm | 630 N·m (465 lb·pie) @ 5250 rpm      | 1791 kg (3948 libras) |

| Variantes | Código de identificación | Tipo de motor | Alimentación y aspiración                                  | Distribución   | Diámetro x carrera             | Cilindrada       | Relación de compresión | Potencia máxima                    | Par máximo                           | Peso                  |
| --------- | ------------------------ | ------------- | ---------------------------------------------------------- | -------------- | ------------------------------ | ---------------- | ---------------------- | ---------------------------------- | ------------------------------------ | --------------------- |
| 220 CDI   | OM 646 DE 22 LA          | 4 en línea    | Inyección directa common-rail, Turbodiésel con intercooler | DOHC 4V x cil. | 88 x 88,3 mm (3,46 x 3,48 plg) | 2148 cm³ (2,1 L) | 18.0:1                 | 150 CV (148 HP; 110 kW) @ 4200 rpm | 340 N·m (251 lb·pie) @ 2000 rpm      | 1590 kg (3505 libras) |
| 270 CDI   | OM 646 DE 27 LA          | 5 en línea    | Inyección directa common-rail, Turbodiésel con intercooler | DOHC 4V x cil. | 88 x 88,3 mm (3,46 x 3,48 plg) | 2685 cm³ (2,7 L) | 18.0:1                 | 170 CV (168 HP; 125 kW) @ 4200 rpm | 400 N·m (295 lb·pie) @ 1800 rpm      | 1645 kg (3627 libras) |
| 320 CDI   | OM 642 DE 30 LA          | V6            | Inyección directa common-rail, Turbodiésel con intercooler | DOHC 4V x cil. | 83 x 92 mm (3,27 x 3,62 plg)   | 2987 cm³ (3 L)   | 17.7:1                 | 224 CV (221 HP; 165 kW) @ 3800 rpm | 415 N·m (306 lb·pie) @ 1400-3800 rpm | 1660 kg (3660 libras) |